# Bill Harry
Bill Harry, né le 17 septembre 1938, est un auteur britannique. Il a fondé au début des années 1960 le magazine Mersey Beat consacré à la vie artistique de Liverpool et donnant son nom à un nouveau genre musical.

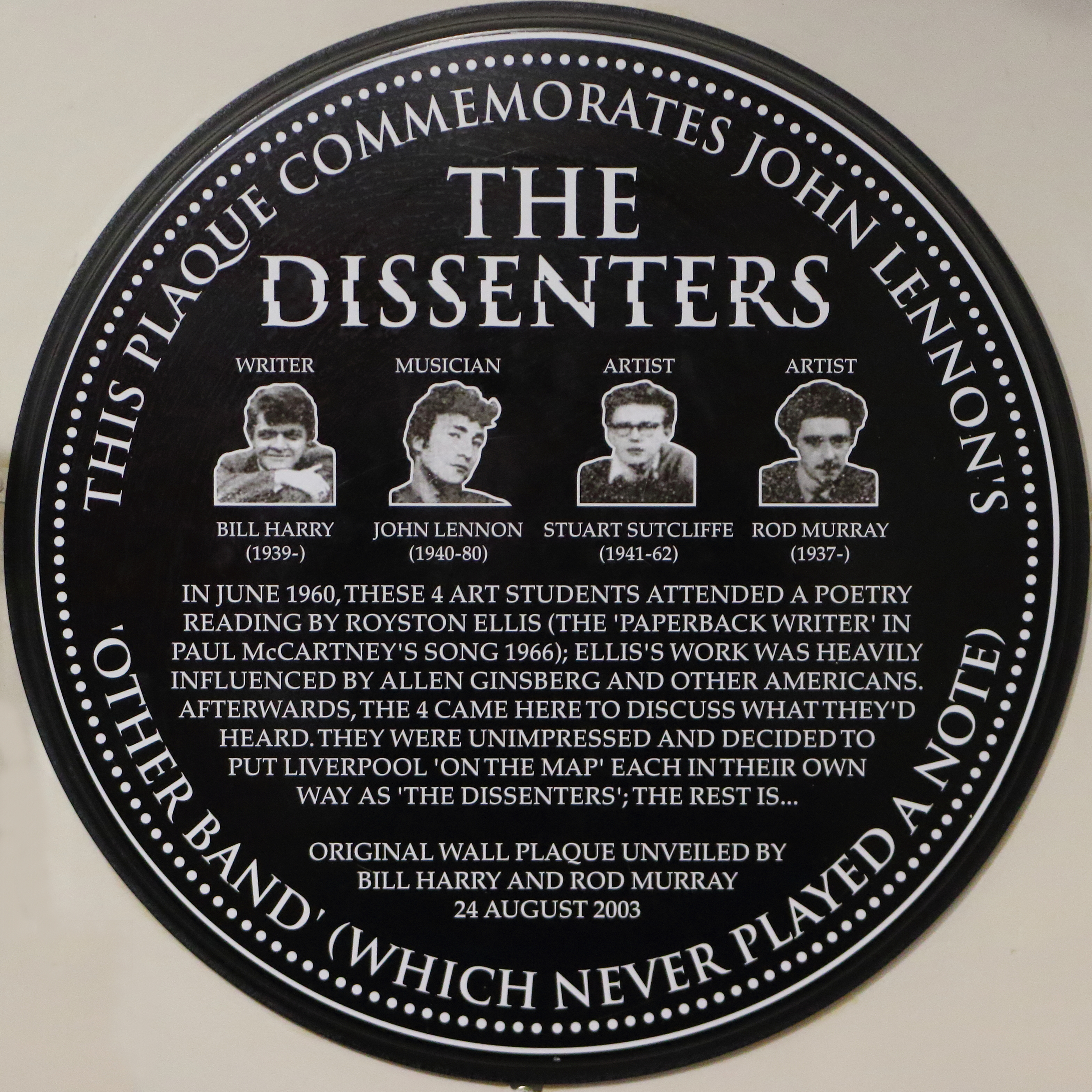
Plaque des Dissenters du pub ' à Liverpool.

Encore étudiant en arts, il fonde un groupe d'artistes avec John Lennon, Stuart Sutcliffe et Rod Murray qu'ils nomment The Dissenters avec le but de rendre Liverpool célèbre. Très proche des Beatles, il a écrit de nombreux livres à leur sujet, ensemble ou en solo. Il a également été chargé de relations publiques pour plusieurs groupes.